# Morillot-Klasse
Die Roland-Morillot-Klasse war eine nicht zu Ende gebaute U-Boot-Klasse der Französischen Marine. In der damaligen französischen Typklassifikation waren es Boote der Klasse 1. Die Schiffsklasse war eine vergrößerte Weiterentwicklung des 1500-Tonnen-Typs. Für das gesamte Bauprogramm wurden acht U-Boote geplant, von denen fünf zwischen 1937 und 1939 auf Kiel gelegt wurden. Die drei Boote Morillot, La Praya und La Martinique wurden am 23. Juni 1940 unmittelbar nach der Kapitulation Frankreichs von den Franzosen zerstört, um einen Weiterbau durch die Deutschen zu verhindern. Bei zwei weiteren Booten war der Bau erst kurz vor der Niederlage gegen Deutschland begonnen worden. Der Bau wurde nicht weitergeführt und die Aufträge für drei weitere noch nicht auf Kiel gelegte U-Boote gestrichen.
Das Projekt wurde nach Kriegsende nicht weitergeführt.

## Einheiten
| Kennung                                | Name            | Bauwerft             | Kiellegung     | Stapellauf                            | Indienststellung                      | Verbleib                              |                                       |
| -------------------------------------- | --------------- | -------------------- | -------------- | ------------------------------------- | ------------------------------------- | ------------------------------------- | ------------------------------------- |
| Q 191                                  | Roland Morillot | Arsenal de Cherbourg | Januar 1937    | 19. Juni 1940                         | am 23. Juni 1940 auf Helling zerstört | am 23. Juni 1940 auf Helling zerstört | am 23. Juni 1940 auf Helling zerstört |
| Q 198                                  | La Praya        | Arsenal de Cherbourg | März 1938      | am 23. Juni 1940 auf Helling zerstört | am 23. Juni 1940 auf Helling zerstört | am 23. Juni 1940 auf Helling zerstört |                                       |
| Q 199                                  | La Martinique   | Arsenal de Cherbourg | September 1938 | am 23. Juni 1940 auf Helling zerstört | am 23. Juni 1940 auf Helling zerstört | am 23. Juni 1940 auf Helling zerstört |                                       |
| Q 204                                  | La Guadeloupe   | A C Dubigeon, Nantes | Juni 1940      | Bauaufträge im Juni 1940 annulliert   | Bauaufträge im Juni 1940 annulliert   | Bauaufträge im Juni 1940 annulliert   |                                       |
| Q 205                                  | La Réunion      | Arsenal de Cherbourg | Juni 1940      | Bauaufträge im Juni 1940 annulliert   | Bauaufträge im Juni 1940 annulliert   | Bauaufträge im Juni 1940 annulliert   |                                       |
| 3 Bauaufträge vor Kiellegung storniert |                 |                      |                |                                       |                                       |                                       |                                       |

## Bemerkungen
1. ↑  Die Französische Marine unterschied 3 Klassen von U-Booten: Boote 1. Klasse waren Hochseeboote. Boote 2. Klasse waren kleinere Küstenboote. Boote 3. Klasse waren Minenleger.